# Полк (окръг, Арканзас)
Вижте пояснителната страница за други значения на Полк.
Окръг Полк (на английски: Polk County) е окръг в щата Арканзас, Съединени американски щати. Площта му е 2233 km², а населението – 19 221 души (1 април 2020). Административен център е град Мина.